# Mannerheim
Mannerheim – szwedzki ród arystokratyczny, założony przez XVII-wiecznego, niemieckiego kupca. Pod koniec XVIII wieku powstała fińska linia rodu.

## Założyciel rodu i sprawa jego pochodzenia
Założycielem rodu był Henrik Marhein, urodzony w 1618 roku kupiec, który pod koniec lat 40. XVII wieku osiedlił się w szwedzkim mieście Gävle. W sprawie pochodzenia Henrika Marheina wielu biografów rodu Mannerheim twierdziło w swych publikacjach, że był on Holendrem. Stig Jägerskiöld w książce Mannerheim 1867-1951 z 1983 roku pisał:

Mannerheimowie pierwotnie byli Holendrami, ale w połowie XVII wieku osiedlili się jako kupcy i przemysłowcy w Szwecji.

Veijo Meri w napisanej w 1988 roku publikacji C.G. Mannerheim pisze:

Rodzina Mannerheimów prawdopodobnie przybyła z Holandii przez Niemcy do Szwecji. Protoplasta rodziny, Henrik Marhein, zamieszkał w Gävle. W 1645 roku osiedlił się tam jako kupiec.

W książce Johna E.O. Screena z 1993 roku, Mannerheim, latach przygotowań jest napisane:

Założyciel rodziny, Henrik Marhein, był Holendrem, ale przyjechał do Szwecji z Niemiec.

Laura Kolbe w rozdziale „Loistava suku” z książki Mannerheim tuttu ja tuntematon z 1997 roku podaje:

Niewiele wiemy o pochodzeniu Henrika (lub Hindricha, Hendricka, Henricha) Marheina, który około 1645 roku przeniósł się z Holandii przez Niemcy do Gävle w Szwecji.

W wydanej w 2005 roku publikacji Paavo Suoninena Mannerheim suurin suomalainen można przeczytać:

Korzenie rodziny Mannerheim wyrosły w półmroku historii, rzekomo z Holandii przez Niemcy do Szwecji. Pierwszy pisemny tekst odnoszący się do rodziny pochodzi z 1645 roku, kiedy nazwisko Henrik Marhein było wzmiankowane w związku z kupcem w Gävle w Gästrikland, wzdłuż zachodniego wybrzeża Zatoki Botnickiej.

Z kolei Martti Turtola i Paavo Friman w również wydanej w 2005 roku książce Mannerheim-kirja twierdzą:

Protoplasta rodziny przeniósł się z Holandii przez Niemcy do Gävle w Szwecji, około 1645 roku..

Żaden z wyżej wymienionych autorów nie podał w swych książkach źródeł, które by potwierdzały holenderskie pochodzenie Henrika Marheina. Jak stwierdził jeden z biografów rodu, John Screen, domniemane pochodzenie Marheina opiera się na informacjach zawartych w publikacji fińskiego badacza Brunona Lescha z 1924 roku. Lesch w szwedzkich archiwach znalazł trzy listy w języku niderlandzkim, podpisane przez Henrika Marheina. W swej książce poczynił następujące spostrzeżenie:

Jeśli chodzi o holenderskie pochodzenie istnieją pewne istotne wskazówki, przede wszystkim zdolność Marheina do pisania po niderlandzku, co wynika z jego korespondencji z kupcami ze Sztokholmu, którzy wyemigrowali z Holandii. W archiwach Svea Hovrätts znajdują się dwa listy od Marheina do kupca Werhusena, z którym był on związany, oraz jeden list od Marheina do jego szefa Jakoba Mommy. We wszystkich tych przypadkach wykluczony jest udział urzędnika.

Lesch stwierdził także że „jego intensywne relacje biznesowe z Amsterdamem dalej wskazują ten sam kierunek”, z kolei to, że „nazwisko nie brzmi obco dla holenderskiego ucha, pokazuje użycie unikalnej formy van Marheyn, jak pewnego razu w przypadku pełnomocnictwa udzielonego przez jego dostawcę w Amsterdamie”. Daje to podstawę do twierdzenia że Lesch pomimo wniosku, że Henrik Marhein był Holendrem, brał pod uwagę możliwość, że nazwisko Marhein mogło powstać poza Holandią.
Börje Thilman w swym tekście opublikowanym w 1977 roku w czasopiśmie Genos podkreślił, że nazwisko Marhein nie wskazuje na holenderskie pochodzenie. Sugerował, że nazwisko to pochodzi z północnych Niemiec, co wyjaśnił odwołując się do wydanego w 1967 roku Deutsches Namenlexicon (pol. „Niemiecki leksykon nazwisk”) autorstwa Hansa Bahlowa. Pierwsza część nazwiska, „Mar” mogła pochodzić od Meier co w dialekcie z Ostfalii (region w północnych Niemczech, położony między Wezerą a Łabą, na północ od miasta Erfurt) oznacza najemcę lub nadzorcę. Z kolei druga część, „hein” mogła pochodzić od chrześcijańskiego imienia Heinrich.
Mając na uwadze często przewijający się w literaturze motyw holenderskiego pochodzenia Henrika Marheina rozpoczęto mające to potwierdzić badania w Holandii, jednak w tamtejszych archiwach nie znaleziono żadnych informacji na temat nazwiska Marhein. W związku z tym pojawił się pomysł, że nazwisko to mogło zostać w jakiś sposób zmienione w Szwecji. Pomysł ten oparto na przykładzie Holendra Godefridusa de Leeuwa, który później został częściowo właścicielem huty żelaza w Gävle. W starych szwedzkich dokumentach jego nazwisko zostało zapisane jako de Leu. Stąd wysunięto hipotezę, że nazwisko Marhein zostało zmienione w podobny sposób tzn. dostosowane do szwedzkiego pisma, ale z zachowaniem oryginalnej wymowy holenderskiej.
Haggrén w 2001 roku przeanalizował przemysł żelaza w szwedzkim regionie Gästrikland w XVII wieku. W swej publikacji zawarł tabelę z nazwiskami właścicieli zakładów przetwórstwa żelaza i nazwami tych zakładów w regionie Gästrikland w 1655 roku na podstawie materiału z lokalnego okręgu górniczego. W tabeli tej właściciele zakładów Tolffors i Forsbacka zostali wymienieni jako kolejno: Henric Marin i Jochim Strokerk oraz Henrich Marhein i Jochim Strokirk. Zaistniały podstawy do twierdzenia, że Henric Marin lub Henrich Marhein byli tożsami z Henrikiem Marheinem, protoplastą rodziny Mannerheim. Jochim Strokerk lub Strokirk mógł się wywodzić z Lubeki i być niemieckiego pochodzenia.
Nazwisko zapisane jako Marin stworzyło warunki do postawienia hipotezy, że pierwotnie wywodziło się z Francji (francuskie słowo marin oznacza „marynarz”, a nazwisko Marin jest stosunkowo popularne we Francji). W XVII wieku wielu właścicieli zakładów przetwórstwa żelaza, którzy zdobyli doświadczenie w przemyśle żelaznym w Walonii (obecnie część Belgii) było zatrudnionych w Szwecji. Ponadto wielu emigrantów z Walonii osiedliło się w Holandii pod koniec XVI wieku w wyniku prześladowania protestantyzmu w Niderlandach Hiszpańskich. Z tego powodu można było twierdzić, że francuskobrzmiące nazwisko Marin przerodziło się w szwedzkie nazwisko Marhein.
Dowodem na poparcie tezy o przekształcaniu francuskobrzmiących nazwisk była wydana w 1968 roku publikacja Erika Appelgrena Vallonernas namn, która dotyczyła walońskich nazwisk w Szwecji. W publikacji tej zostało zawarte nazwisko Marin. W związku z nim Appelgren napisał:

1651, Forsbacka, Gästrikland: Hindric Marin zbudował w tym roku kuźnię dla tej fabryki. Marin to francuskie imię chrzcielne różnych świętych. Av mar - „sławny”. W 1966 roku występowały rodziny o nazwiskach Marin i Marén (w Szwecji), które mogły być francuskimi potomkami. W Ankarsrum żyli Walonowie o nazwisku Mareng, które zostało zaadaptowane do szwedzkiej wymowy.

W pochodzącej z 1996 roku książce o rodowych nazwiskach w Walonii autorstwa Julesa Herbillona i Jeana Germaina zatytułowanej Dictionnaire des noms de famille en Belgique romane zanotowano w odniesieniu do nazwiska Marin: „1651 Hindric Marin wyemigrował do Szwecji”.
Gdy stało się oczywiste, że w XVII wieku w Amsterdamie mieszkała rodzina o nazwisku Marin (które zostało zmienione na Marijn), pojawiły się powody do powiązania tej rodziny z Henrikiem Marheinem z Gävle. Teoretycznie Henrik Marhein pasowałby bardzo dobrze do rodziny Marin/Marijn z Amsterdamu, ponieważ kilku jej członków również było kupcami. Rodzina ta pierwotnie pochodziła z Nivelles obecnie leżącego w Belgii. Nie znaleziono jednak żadnych informacji o Henriku Marinie lub Marijnie w archiwach w Amsterdamie, które mogłyby odpowiadać Henrikowi Marheinowi w Szwecji, co nie było zaskoczeniem, jako że Henrik Marhein nie ożenił się w Amsterdamie, a zapisywanie chrztów w kościele walońskim w Amsterdamie rozpoczęto dopiero w 1618 roku. W dotyczącej szwedzkiej rodziny Marhein notatce na obrazie z 1659 roku autorstwa Johana Aurellera jest wspomniane, że Henrik Marhein urodził się w 1618 roku (Lesch 1924). Wiarygodność tej notatki był jednak wątpliwa, ponieważ obraz został kilkukrotnie poddany gruntownej renowacji.
Oprócz archiwów w Amsterdamie konsultowano się również z archiwami w innych miastach w Holandii, takich jak Dordrecht, Delft, Rotterdam, Lejda i Haarlem. Nie przyniosło to jednak żadnych pozytywnych rezultatów w odniesieniu do Henrika Marina lub Marijna. Następnie poszukiwania w Holandii utknęły w martwym punkcie. W 2011 roku, podczas analizy herbu, którego Henrik Marhein używał do pieczęci, Henrik Degerman na podstawie informacji uzyskanych z Holandii nie doszukał się związków Marheina z Holandią.
Podobnie jak w przypadku obligacji, które podpisał Henrik Marhein, nazwisko było kilkukrotnie zapisywane jako Marheijn, okazało się, że zgodnie z danymi dostępnymi w internecie, w belgijskim mieście Menen w 1603 roku wziął ślub Jan Mareyn, zaś Marie Marheijn była świadkiem chrztu dziecka 4 stycznia 1603 roku. Ponadto w mieście Leuven Jacobus Marheyn wziął ślub w 1706 roku. W Menen nazwisko to występowało w tym samym czasie, w którym Henrik Marhein pojawił się w Szwecji, w związku z czym postanowiono złożyć wizytę w archiwum w tym mieście. Na miejscu znaleziono informacje o Jacobie Mareynie (ur. 1638), Elisabeth Mareyn (ur. 1648) i Michaelu Marheinie (ur. 1653). Nazwisko to nie było zbyt popularne i zdawało się występować jako skutek urzędniczych błędów w zapisywaniu nazwisk Marhem lub Marrhem, które są powszechne w przygranicznym regionie Belgii i Francji.
Opiekun dokumentacji w archiwum Menen, specjalizujący się w siedemnastowiecznych pismach z południowej części Holandii, szczegółowo zapoznał się z listem w języku niderlandzkim od Henrika Marheina do Jakoba Mommy (jednym z listów, które skłoniły Brunona Lescha w 1924 roku do konkluzji, że Henrik Marhein był Holendrem). Opiekun z archiwum doszedł do wniosku, że nie pochodzi on od „siedemnastowiecznego mieszkańca” południowej części Holandii.
W Szwecji istniała możliwość skopiowania różnych dokumentów związanych z działalnością Henrika Marheina. Wśród nich były także listy napisane w języku niderlandzkim, którymi Lesch w 1924 roku posłużył się do uzasadnienia tezy, że Marhein pierwotnie pochodził z Holandii. Ponadto istnieją różne obligacje podpisane przez Henrika Marheina, związane z pieniędzmi, które musiał zapłacić kupcom w Amsterdamie, jak również listy, które Marhein napisał po szwedzku.
W jednym dokumencie znajduje się część księgi z dokumentacją z zakresu księgowości Henrika Marheina, napisanej w 1656 roku, w której w rubryce „kredyty” zapisano nazwisko Johan Gammal z Hamburga z kwotą 809,28 talarów. Johan Gammal był szwagrem Henrika Marheina, co pokazało, że Marhein handlował z kupcami w Hamburgu. Niektóre cenne informacje dotyczące rodu Marhein/Mannerheim znajdują się w tak zwanej kolekcji Palmskiölds w bibliotece Uniwersytetu w Uppsali. Jednym z nich jest rękopis, w którym Henrik Marhein około 1659 roku napisał informacje dotyczące narodzin i chrztu swoich dzieci: Johana Henninga (1650), Augustina (1654), Elisabet (1656), Elisabet (1658), Marii Cathariny (?), Dorothei Margarety (?) i Juliany Magdaleny (1667).
Szczegółowe badania na Uniwersytecie w Lejdzie przeprowadzone przez specjalistę od pisma holenderskiego i niemieckiego z XVII wieku, Hansa Jacobsa, wykazały, że Henrik Marhein sam nie napisał niderlandzkojęzycznych listów. Jego podpis wydawał się jednak autentyczny, jak również zdanie w języku niemieckim, które zostało dodane do jednego z listów. Konkluzja ta została oparta na fakcie, że w tym czasie Niemcy i Holendrzy pisali litery „e” i „f” w nieco inny sposób. W związku z tym Hans Jacobs doszedł do wniosku, że Henrik Marhein najprawdopodobniej był Niemcem.
Przez wzgląd na fakt, że Henrik Marhein mógł być Niemcem, postanowiono skontaktować się z archiwami głównych miast portowych w północnych Niemczech. Ponieważ szwagier Henrika Marheina, Johan Gammal, pracował w Hamburgu, postanowiono najpierw nawiązać kontakt z archiwami państwowymi w tym mieście. Dokonano tam odkrycia informacji o kupcu Henningu Marheinie, który mieszkał z rodziną w Hamburgu w XVII wieku, a ponieważ w Niemczech jego nazwisko było stosunkowo rzadkie, pozwoliło to przypuszczać, że ma on powiązania z Henrikiem Marheinem. Ponadto imię najstarszego syna Henrika Marheina, Johana Henninga (urodzonego w Gävle w 1650 roku) wskazywało na związek z Henningiem Marheinem z Hamburga.
Następnie w zbiorach archiwów państwowych w Hamburgu znaleziono informację, że Henrik Marhein został ochrzczony jako Henrich Marhein w kościele św. Jakuba w Hamburgu 28 grudnia 1618 roku. Henning Marhein był jego ojcem, a rodzina mieszkała od 1607 do 1653 roku przy ulicy Steinstraße w centrum Hamburga. Okazało się również, że Heinrich (Henrik) Marhein miał wielu braci i siostrę. Jeden z jego braci miał na imię Augustin, co wyjaśnia, dlaczego nadał imię Augustin swojemu drugiemu, urodzonego w Szwecji synowi. Henning Marhein został obywatelem miasta Hamburg 8 lipca 1607 roku, co oznacza, że nie urodził się w tym mieście. Jego żona miała na imię Elisabeth.
Po śmierci Henninga Marheina Heinrich Marhein był wzmiankowany 4 września 1646 roku jako jeden z właścicieli domu rodzinnego wraz z matką Elisabeth, braćmi Davidem i Henningiem oraz siostrą Elisabeth. W związku z tym można stwierdzić, że Henrich Marhein nadal mieszkał w Hamburgu. 9 września 1653 roku w kronice miejskiej zostało zapisane, że mieszkał gdzie indziej. Ponieważ jego małżeństwo w Gävle z Margaretą Gammal miało miejsce prawdopodobnie w 1649 roku i mniej więcej w tym samym okresie stał się również częściowo właścicielem zakładów przetwórstwa żelaza Tolffors i Forsbacka, prawdopodobnie osiedlił się na stałe w Szwecji w latach 1646–1649.

## Dzieje rodu

### Linia szwedzka
Po tym jak Henrik Marhein osiedlił się w Gävle, około 1649 roku ożenił się z Margaretą Gammal, która należała do wyróżniającej się rodziny w Gävle. Jej ojciec, Olof Gammal był bogatym kupcem, zaś jej matka, Helena Nielsdotter była krewną burmistrzów miast Gävle i Söderhamn. W 1651 roku Henrik Marhein uzyskał obywatelstwo miasta Gävle. W miejskich kronikach jest wzmianka o tym, że 9 marca 1650 roku dokonał zakupu kamienicy. Mniej więcej w tym samym czasie stał się częściowo właścicielem dwóch zakładów przetwórstwa żelaza: Tolffors (w Gävle) i Forsbacka (około 20 km na zachód od Gävle). W 1659 roku przeniósł się do Sztokholmu, gdzie do śmierci w 1667 roku pracował w pierwszym szwedzkim banku, Banku Palmstruch.
Jeden z synów Henrika Marheina, urodzony w grudniu 1654 roku Augustin zmienił nazwisko rodowe na Mannerheim po tym, jak w 1693 roku został nobilitowany przez króla Karola XI. Miał on urodzonego w 1706 roku syna Johana Augustina Mannerheima, który został podniesiony do rangi barona za służbę wojskową na rzecz Królestwa Szwecji. Tytułu barona mogli używać jego synowie oraz ich potomkowie. Johan Augustin Mannerheim i jego żona Helena Maria Söderhielm (pobrali się 4 października 1747 roku w Västervåla kyrka) doczekali się dwóch synów: urodzonego w 1754 roku Gustava Johana Mannerheima oraz urodzonego w 1759 roku Carla Erika Mannerheima.

### Linia fińska
Carl Erik Mannerheim pod koniec XVIII wieku przeprowadził się na należące ówcześnie do Królestwa Szwecji tereny dzisiejszej Republiki Finlandii i został założycielem fińskiej linii rodu. Po przeprowadzce zakupił rezydencję Louhisaari (fiń. Louhisaaren kartano, szw. Villnäs slott) położoną w południowo-zachodniej Finlandii, która stała się rodowym majątkiem.
Carl Erik Mannerheim był jednym z wybitnych przywódców politycznych w okresie, w którym obszar Finlandii wchodził w skład Wielkiego Księstwa Finlandii zależnego od Imperium Rosyjskiego. W późniejszych czasach był członkiem komitetu organizującego administrację Finlandii, zaś w 1826 roku wiceprzewodniczącym departamentu ekonomicznego Senatu. W 1824 roku Carl Erik Mannerheim został uhonorowany tytułem hrabiego. Tytuł ten był dziedziczny i był przekazywany przez najstarszego syna. Carl Erik Mannerheim i jego żona Vendla Sophia von Willebrand (ślub odbył się 14 lipca 1796 roku w Åbo) mieli pięcioro dzieci: Carla Gustafa Mannerheima (ur. 1797), Gustavę Marię Sofię Mannerheim (ur. 1801), Augusta Erika Mannerheima (ur. 1805), Evę Vilhelminę Charlottę Mannerheim (ur. 1808) oraz Johana Fridolfa Mannerheima (ur. 1809).
Carl Gustaf, najstarszy syn Carla Erika również pełnił ważne funkcje w administracji Wielkiego Księstwa Finlandii - był gubernatorem guberni wyborskiej i prezesem Sądu Apelacyjnego w Wyborgu. Z wykształcenia był entomologiem. Carl Gustaf Mannerheim 12 sierpnia 1832 roku w Åbo poślubił Evę Vilhelminę von Schantz, z którą miał czworo dzieci: Sofię Augustę Mannerheim (ur. 1833), Carla Roberta Mannerheima (ur. 1835), Evę Carolinę Vilhelminę Mannerheim (ur. 1836) i Annę Marię Mannerheim (ur. 1840).
Anna Maria 1 lipca 1863 roku w Villnäs på Villnäs poślubiła fińsko-szwedzkiego naukowca i odkrywcę Adolfa Erika Nordenskiölda. Carl Robert, pisarz i tłumacz poezji, zaś później przedsiębiorca był dwukrotnie żonaty. Z pierwszą żoną, poślubioną 31 grudnia 1862 roku w Fiskars Hedvig Charlottą Heleną (Hélène) von Julin miał sześcioro dzieci: Evę Charlottę Sophie Mannerheim (ur. 1863), Carla Erika Johana Mannerheima (ur. 1865), Carla Gustafa Emila Mannerheima (ur. 1867), Carla Fridolfa Johana Mannerheima (ur. 1868), Evę Hedvig Vilhelminę Johannę Mannerheim (ur. 1870) i Carla Augusta Ludviga Mannerheima (ur. 1873). Z drugiego, zawartego 22 listopada 1883 roku w Paryżu małżeństwa z Sofią Nordenstam miał urodzoną w 1882 roku córkę Olgę Sofię Margaretę Mannerheim.
Carl Erik Johan i jego żona Aina Johanna Ehrnrooth (pobrali się 5 grudnia 1896 roku w Mariefors) mieli dwoje dzieci: urodzonego w 1898 roku Carla-Erika Mannerheima i urodzoną w 1900 roku Ainę Hélène Louise Mannerheim. Carl Gustaf Emil, rosyjski i fiński wojskowy a w późniejszych czasach regent Królestwa Finlandii oraz marszałek i prezydent Finlandii z małżeństwa z poślubioną 2 maja 1892 roku w Petersburgu Anastazją Arapową miał dwie córki: Anastazję Mannerheim (ur. 1893) i Sofię Mannerheim (ur. 1895). Carl Fridolf Johan z żoną Sofią Palaemoną Treschov (ślub odbył się 5 lipca 1902 roku w Målhammar, Björksta socken) miał sześcioro dzieci: Evę Sofię Helene Mannerheim (ur. 1903), Annę Palaemonę Friederikke Mannerheim (ur. 1904), Sofie Marie Mannerheim (ur. 1907), Palaemonę Johannę „Monę” Mannerheim (ur. 1908), Elsie Hannę Fritze Mannerheim (ur. 1911) i Carla Gustafa Larsa Augustina Mannerheima (ur. 1915).
Carl-Erik Mannerheim z zawartego 1 października 1924 roku w Helsinkach małżeństwa z Ingeborg Johanne Hjort miał troje dzieci: Carla Gustafa Mannerheima (ur. 1926), Ingeborg Ainę Sophie Constance Mannerheim (ur. 1927) i Carla Erika Christiana Mannerheima (ur. 1929). Carl Erik Christian z poślubioną 27 sierpnia 1955 roku w Högsbotorp Moną Linneą Kjällström miał urodzoną w 1956 roku córkę Leenę Sophie Constance Mannerheim.